# Formule 2 in 2009

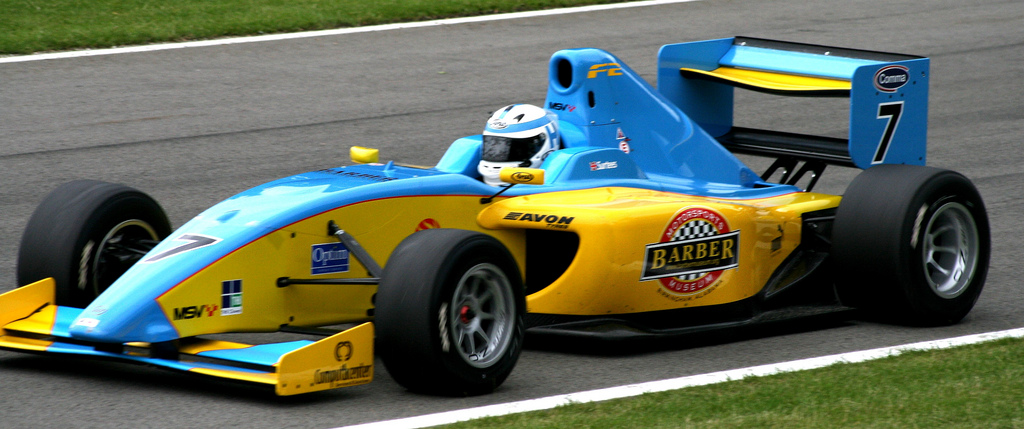
Henry Surtees op Brands Hatch.

Het Formule 2 kampioenschap van 2009 is het eerste Formule 2 kampioenschap dat in zijn hernieuwde vorm gehouden werd. Voorheen werd er tussen 1967 en 1984 een kampioenschap gehouden met dezelfde naam. De wagen die door alle coureurs bestuurd werd, werd gebouwd door het Williams-team onder supervisie van Patrick Head. Audi is de motorenleverancier. Voormalig Formule 1-coureur Jonathan Palmer organiseert met zijn bedrijf "MotorSport Vision" het kampioenschap.
Het kampioenschap werd overschaduwd door het dodelijke ongeval van Henry Surtees op Brands Hatch.
Het kampioenschap werd gewonnen door de Spaanse coureur Andy Soucek. Zijn kampioenschap wordt onder meer gehonoreerd met een testsessie in een Williams Formule 1-wagen en een FIA superlicentie. Ook de tweede en de derde rijder in de eindstand van het kampioenschap krijgen een superlicentie.

## Deelnemersveld
| Nr. | Coureur             | Ronde |
| --- | ------------------- | ----- |
| 2   | Sebastian Hohenthal | Alle  |
| 3   | Jolyon Palmer       | Alle  |
| 4   | Julien Jousse       | Alle  |
| 5   | Alex Brundle        | Alle  |
| 6   | Armaan Ebrahim      | Alle  |
| 7   | Henry Surtees †     | 1-4   |
| 8   | Tobias Hegewald     | Alle  |
| 9   | Pietro Gandolfi     | Alle  |
| 10  | Nicola de Marco     | Alle  |
| 11  | Jack Clarke         | Alle  |
| 12  | Robert Wickens      | Alle  |
| 14  | Mirko Bortolotti    | Alle  |
| 15  | Michail Aljosjin    | Alle  |
| 16  | Edoardo Piscopo     | 1-7   |

| Nr. | Coureur                 | Ronde |
| --- | ----------------------- | ----- |
| 17  | Carlos Iaconelli        | 1-7   |
| 18  | Natacha Gachnang        | Alle  |
| 20  | Jens Höing              | Alle  |
| 21  | Kazimieras Vasiliauskas | Alle  |
| 22  | Andy Soucek             | Alle  |
| 23  | Henri Karjalainen       | Alle  |
| 24  | Tom Gladdis             | Alle  |
| 25  | Miloš Pavlović          | Alle  |
| 27  | Germán Sánchez          | Alle  |
| 31  | Jason Moore             | Alle  |
| 33  | Philipp Eng             | Alle  |
| 38  | Tristan Vautier         | 8     |
| 44  | Ollie Hancock           | 6-8   |

## Races
| Race              | Datum                   | Poleposition | Poleposition            | Winnaar                 | Winnaar |
| ----------------- | ----------------------- | ------------ | ----------------------- | ----------------------- | ------- |
| Valencia          | 30-31 mei               | R1           | Robert Wickens          | Robert Wickens          |         |
| Valencia          | 30-31 mei               | R2           | Robert Wickens          | Robert Wickens          |         |
| Brno              | 20-21 juni              | R1           | Nicola de Marco         | Mirko Bortolotti        |         |
| Brno              | 20-21 juni              | R2           | Henry Surtees           | Andy Soucek             |         |
| Spa-Francorchamps | 27-28 juni              | R1           | Tobias Hegewald         | Tobias Hegewald         |         |
| Spa-Francorchamps | 27-28 juni              | R2           | Tobias Hegewald         | Tobias Hegewald         |         |
| Brands Hatch      | 18-19 juli              | R1           | Philipp Eng             | Philipp Eng             |         |
| Brands Hatch      | 18-19 juli              | R2           | Andy Soucek             | Andy Soucek             |         |
| Donington Park    | 15-16 augustus          | R1           | Tobias Hegewald         | Andy Soucek             |         |
| Donington Park    | 15-16 augustus          | R2           | Julien Jousse           | Julien Jousse           |         |
| Oschersleben      | 5-6 september           | R1           | Andy Soucek             | Andy Soucek             |         |
| Oschersleben      | 5-6 september           | R2           | Michail Aljosjin        | Michail Aljosjin        |         |
| Imola             | 19-20 september         | R1           | Kazimieras Vasiliauskas | Kazimieras Vasiliauskas |         |
| Imola             | 19-20 september         | R2           | Robert Wickens          | Andy Soucek             |         |
| Barcelona         | 31 oktober - 1 november | R1           | Robert Wickens          | Andy Soucek             |         |
| Barcelona         | 31 oktober - 1 november | R2           | Robert Wickens          | Andy Soucek             |         |

## Eindstand (top 10)
| #  | Coureur                 | Aantal overwinningen | Punten |
| -- | ----------------------- | -------------------- | ------ |
| 1  | Andy Soucek             | 7                    | 115    |
| 2  | Robert Wickens          | 2                    | 64     |
| 3  | Michail Aljosjin        | 1                    | 59     |
| 4  | Mirko Bortolotti        | 1                    | 50     |
| 5  | Julien Jousse           | 1                    | 49     |
| 6  | Tobias Hegewald         | 2                    | 46     |
| 7  | Kazimieras Vasiliauskas | 1                    | 45     |
| 8  | Philipp Eng             | 1                    | 39     |
| 9  | Miloš Pavlović          | 0                    | 29     |
| 10 | Nicola de Marco         | 0                    | 25     |